# Val Sinestra

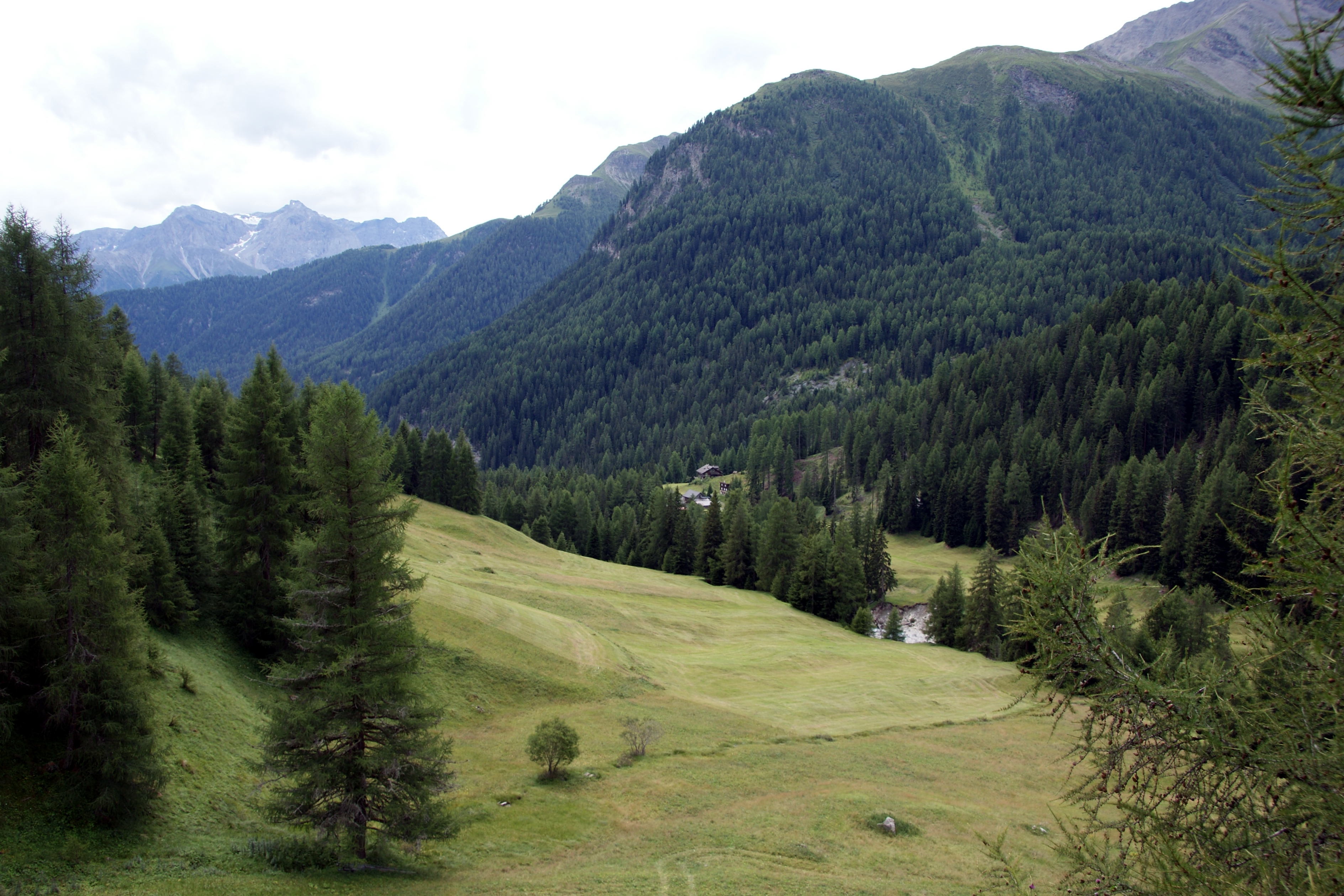
Das Val Sinestra, Blick von Griosch Richtung Inntal, in der Bildmitte Hof Zuort

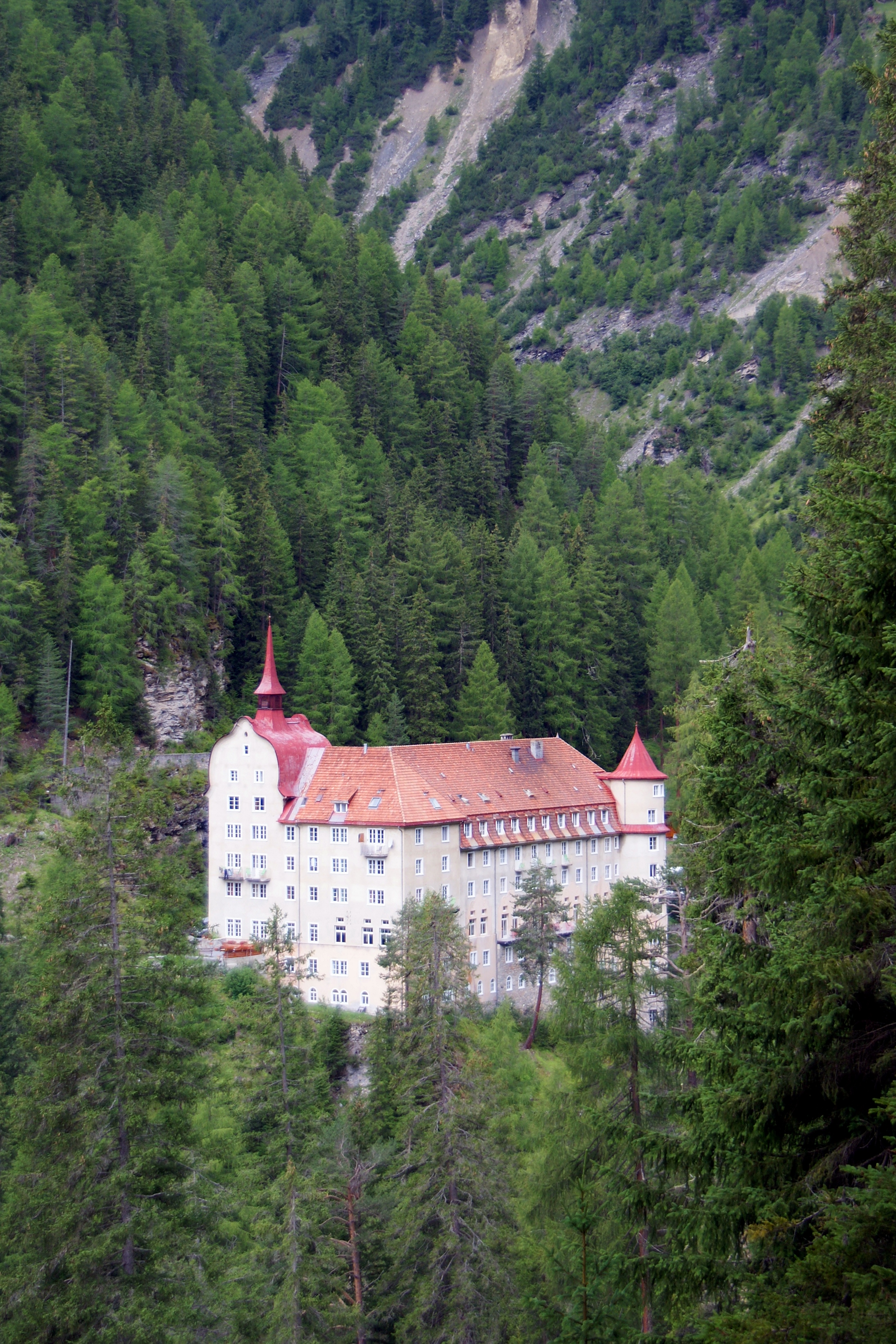
Hotel Val Sinestra

Historisches Bild von Leo Wehrli (1934)

Das Val Sinestra ([ˌvalsiˈneʃtrɐ]ⓘ) ist ein kleines Nebental des Unterengadins in der Region Engiadina Bassa/Val Müstair des Kantons Graubünden in der Schweiz.

## Lage
Das Val Sinestra mündet südlich von Ramosch in das Haupttal, ungefähr 8 km talabwärts vom unterengadinischen Zentrum Scuol.
Wie die Fraktion Sinestra gehört die rechte Seite des Val Sinestra zur politischen Gemeinde Scuol (bis Ende 2014 Gemeinde Sent); das Dorf Vnà hingegen, auf einer Terrasse über dem Taleingang gelegen, gehört zur Gemeinde Valsot (bis Ende 2012 Gemeinde Ramosch), ebenso die Siedlung Griosch. Die Grenze zwischen diesen beiden Gemeinden verläuft über grosse Strecken im Talgrund, also dem Fluss Brancla entlang. Fraktion und Hof Zuort liegen ca. 2,5 km nördlich des ehemaligen Kurhauses auf der rechten Talseite.
Kleine Fahrstrassen führen aus Sent und Vnà ins Tal. Bis zum Kurhaus Val Sinestra verkehrt im Sommer viermal täglich ein Postauto ab Scuol. 

## Geschichte
Das Val Sinestra ist vor allem für seine Mineralquellen bekannt, die früher für Heilbäder und Trinkkuren intensiv genutzt wurden. Die Einheimischen wussten schon um 1000 von der Heilkraft der dortigen Mineralquellen. Ende des 19. Jahrhunderts wurde das erste Kurhaus im Val Sinestra gebaut; im Jahr 1912 entstand ein grosser Nachfolgebau. Das Wasser Aua Forta («Starkes Wasser») wurde zur Linderung von Nervenleiden, Blutarmut und Rheuma angepriesen. Im Zuge des Attraktivitätsverlustes von Bade- und Trinkkuren in den 1970er-Jahren wurde das Kurhaus geschlossen; heute dient es als Hotel.
Der Name stammt vom lateinischen Wort sinister («links») und bezeichnet von Sent aus gesehen die linke Talseite des Unterengadins.

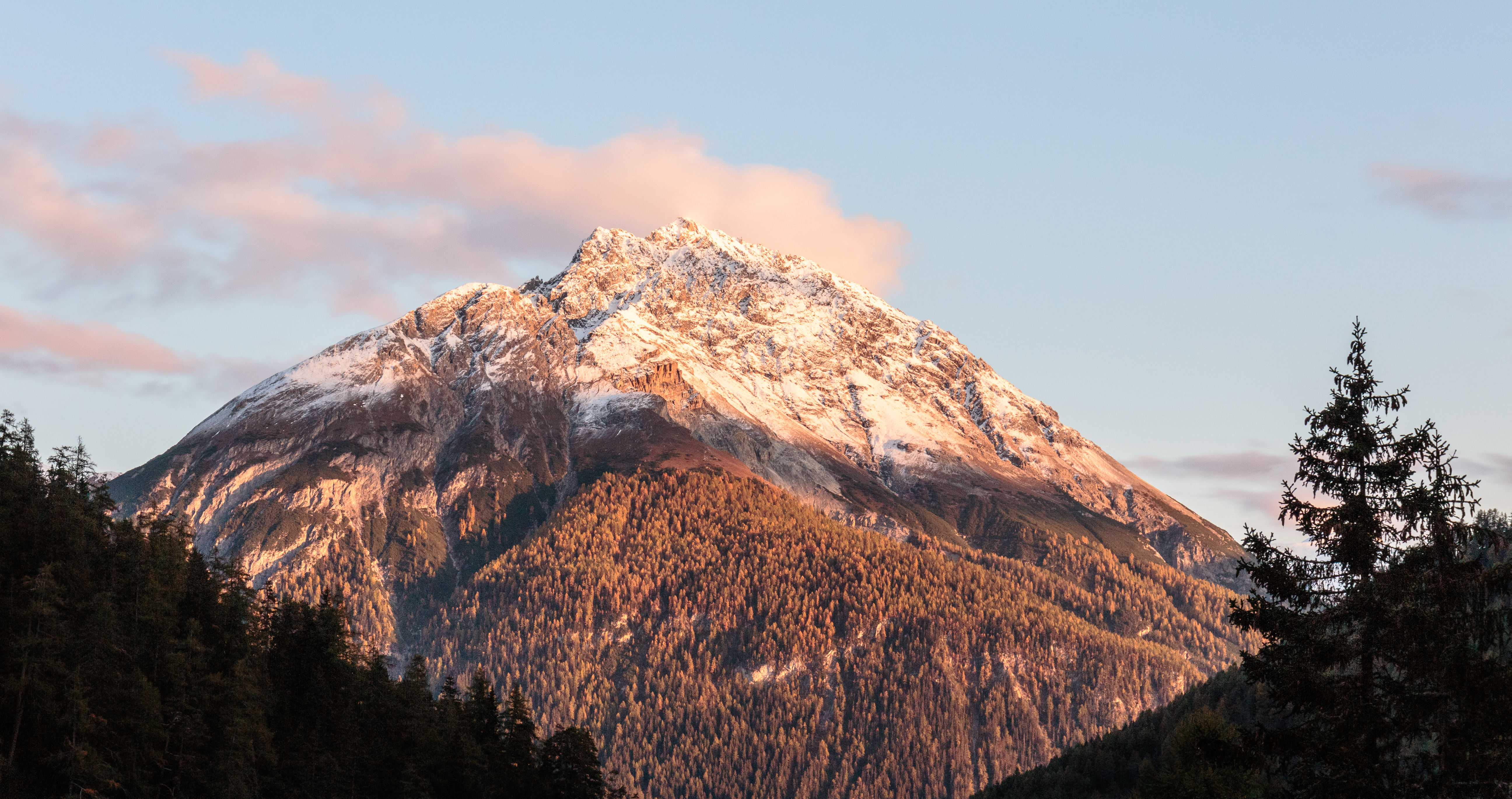
Piz S-chalambert im Abendlicht (Blick vom Val Sinestra)